# San Rafael (Málaga)
San Rafael es un barrio perteneciente al distrito Cruz de Humilladero de la ciudad andaluza de Málaga, España. Según la delimitación oficial del ayuntamiento, limita al norte con los barrios de Polígono Carretera de Cártama y Nuestra Señora del Carmen; al este, con el barrio de La Asunción; al sur, con el polígono industrial Ronda Exterior; y al oeste con el área de Industrial Alcalde Díaz Zafra y el barrio de Tiro de Pichón.
En el barrio de San Rafael se encuentra el cementerio de San Rafael, uno de los principales camposantos de la capital hasta su cierre en 1987. Actualmente, esa zona constituye un parque público y cuenta con un memorial a los enterrados por los fusilamiento durante la guerra civil española. 

## Transporte
En autobús queda conectado mediante las siguientes líneas de la EMT:  
Alternativas: la linea 15,22,31 conectan camino san Rafael con Carretera de Cádiz y Santa Paula. 
| Línea | Trayecto                                             | Recorrido | Frecuencia                                     |
| ----- | ---------------------------------------------------- | --------- | ---------------------------------------------- |
| 4     | Paseo del Parque - Cortijo Alto (Ciudad de Justicia) | Recorrido | 11-12 minutos                                  |
| 22    | Avda. Molière - Universidad                          | Recorrido | 10 minutos (16-18 minutos en época no lectiva) |
| 24    | Avda. M. A. Heredia - Los Prados                     | Recorrido | 15 minutos                                     |
| 31    | Alameda Principal - Mainake                          | Recorrido | 18-25 minutos                                  |

Además cuenta con la parada de metro de Málaga de Barbarela, que conecta el barrio con el resto de la ciudad.